# Fernando Paes
Fernando António Cerqueira da Silva Paes (* 24. Mai 1907 in Lissabon; † 19. Mai 1972 ebenda) war ein portugiesischer Reiter.

## Karriere
Fernando Paes trat bei den Olympischen Sommerspielen 1948 in London im Dressur- und Vielseitigkeitsreiten an. Im Einzelwettkampf des Dressurreitens belegte er den 9. Platz. Im Mannschaftswettbewerb hingegen konnte er zusammen mit Luís Silva und Francisco Valadas die Bronzemedaille gewinnen. In den beiden Wettbewerben im Vielseitigkeitsreiten blieb er ohne Medaille. Bei seiner zweiten Olympiateilnahme in Helsinki 1952 trat er nur in den Dressurwettbewerben an, konnte jedoch auch hier keine Medaille gewinnen.